# Мы были чужими
«Мы были чужими» (другое название «Мы были незнакомцами» англ. We Were Strangers) — американская чёрно-белая приключенческая драма режиссёра Джона Хьюстона по роману Роберта Сильвестра Rough Sketch. Премьера фильма состоялась 27 апреля 1949 года.

## Сюжет
После убийства брата по приказу шефа тайной полиции Чайна Вальдес присоединяется к кубинским повстанцам. Она знакомится и влюбляется в беженца из США Энтони Феннера. Бывший американец разработал план, согласно которому революционеры проделывают тоннель под городским кладбищем до склепа, принадлежащего одному высокопоставленному чиновнику, и минируют его. Чиновника убивают, а затем на его похоронах расправляются с правящей верхушкой, взорвав бомбу. Вальдес, Феннер и несколько преданных делу повстанцев начинают копать.

## В ролях
- Дженнифер Джонс — Чайна Вальдес
- Джон Гарфилд — Энтони Феннер
- Педро Армендарис — Армандо Арьете, шеф тайной полиции
- Гилберт Роланд — Гильермо Мантилла, странствующий революционер
- Рамон Новарро — шеф
- Уолли Кассель — Мигель
- Дэвид Бонд — Рамон Санчес
- Хосе Перес — Тото
- Моррис Анкрум — мистер Сеймур, управляющий банком
- Мими Агулья — Чайна Вальдес (нет в титрах)
- Арджентина Брунетти — мать (нет в титрах)
- Джон Хьюстон — сеньор Муньос (нет в титрах)

## Съёмочная группа
- Режиссёр-постановщик: Джон Хьюстон
- Сценаристы: Джон Хьюстон, Питер Виртел
- Продюсер: Сэм Шпигель
- Оператор: Расселл Метти
- Композитор: Джордж Антейл
- Художник-постановщик: Кэри Оделл
- Художник по костюмам: Жан Луи
- Гримёр: Роберт Дж. Шиффер
- Монтажёр: Эл Кларк
- Звукорежиссёр: Ламберт Э. Дэй
- Спецэффекты: Лоуренс У. Батлер
- Дирижёр: Моррис Столофф

Вскоре после убийства президента Джона Кеннеди 22 ноября 1963 года следователи по делу Ли Харви Освальда выяснили, что тот смотрел фильм «Мы были чужими» по телевизору в октябре того же года. Джон Локен в своей книге «Фильмы, вдохновившие Освальда» (англ. Oswald's Trigger Films, 2000), указывает на то, что Ли Харви смотрел этот фильм дважды, и некоторые сцены могут быть в большой степени иметь отношение к убийству 35-го президента США.

### Рецензии
- Review by Bosley Crowther
- Review by Fernando F. Croce
- Review by David Krauss
- A Review by Dan Stumpf: WE WERE STRANGERS (Book & Film)
- Grim historical thriller
- Seven Classic Films from Sony Pictures
- Review by Wit.